# Fat Lever
Lafayette „Fat” Lever (ur. 18 sierpnia 1960 w Pine Bluff) – amerykański koszykarz, obrońca, zaliczany do składów najlepszych zawodników oraz obrońców NBA.
Zaraz po ukończeniu Arizona State University przystąpił do draftu NBA. Został w nim wybrany z numerem 11 przez reprezentujących Oregon - Portland Trail Blazers. Rozwijał się powoli spędzając na parkiecie średnio około 25 minut w meczu przez dwa kolejne lata. 7 czerwca 1984 trafił do zespołu Denver Nuggets. Wraz z nim zespół z Kolorado pozyskał również Wayne'a Coopera, Calvina Natta oraz wybory drugiej rundy draftu 1984 (Willie White), a także pierwszej rundy 1985 (Blair Rasmussen). Blazers zasilił natomiast gracz formatu All-Star - Kiki Vandeweghe. Ruch ten okazał się bardzo pozytywny w skutkach dla Levera, ponieważ diametralnie przyśpieszył jego rozwój, w wyniku większego zaufania trenera. Przełożyło się to na zwiększenie czasu gry, a co za tym idzie, wzrost statystyk zawodnika.
9 marca 1985, w spotkaniu z Indiana Pacers, Lever notując 8 przechwytów w trakcie jednej połowy spotkania wyrównał rekord NBA. Został także samodzielnym rekordzistą ligi, uzyskując je (8 przechwytów) podczas zaledwie jednej kwarty. 
W sezonie 1986/87 zanotował aż 17 tzw. triple-doubles, najwięcej w całej NBA. Pomimo skromnego wzrostu (191 cm) imponował umiejętnościami po obu stronach parkietu. Notował średnio 18,9 punktu, 8,9 zbiórki, 8 asyst i 2,5 przechwytu. Po zakończeniu rozgrywek podstawowych został zaliczony do drugiego składu najlepszych graczy NBA.
Podczas rozgrywek 1987/88 osiągał średnio 18,9 punktu, 8,1 zbiórki, 7,8 asysty oraz 2,7 przechwytu. Za swoją postawę został po raz pierwszy w karierze zaproszony do udziału w spotkaniu gwiazd NBA, od razu jako gracz podstawowej piątki. Po zakończeniu rozgrywek wybrano go natomiast do drugiego składu najlepszych obrońców ligi.
W swoim najbardziej udanym statystycznie sezonie w karierze (1988/89) notował średnio 19,8 punktu, 9,3 zbiórki, 7,9 asysty oraz 2,7 przechwytu. Mimo takich wyników nie został powołany do udziału w NBA All-Star Game. Powetował to sobie jednak w kolejnym sezonie, kiedy to uzyskiwał 18,3 punktu, 9,3 zbiórki, 6,5 asysty i 2,1 przechwytu.
Lever był bardzo wszechstronnym zawodnikiem, co potwierdzają jego statystyki oraz liczba uzyskanych w karierze triple-doubles (46).
21 czerwca 1990 został wymieniony do Dallas Mavericks, w zamian za dwa wybory pierwszych rund draftów 1990 (Willie Burton) oraz 1991 (LaBradford Smith) roku. Po transferze zaczęły się jego problemy z kolanami. Podczas swojego pierwszego sezonu w Dallas rozegrał zaledwie 4 spotkania fazy zasadniczej, w kolejnym 31, by w trzecim (1992/93) nie pojawić się na parkiecie w ogóle. Powrócił dopiero na rozgrywki (1993/94), jednak z powodu przebytych urazów był już jedynie cieniem samego siebie, w związku z czym postanowił zakończyć karierę sportową.

## Osiągnięcia
Na podstawie, o ile nie zaznaczono inaczej.
NCAA
- Uczestnik turnieju NCAA (1980, 1981)
- Zaliczony do I składu Pac-10 (1981, 1982)

NBA
- 2-krotnie wybierany do udziału w meczu gwiazd NBA (1988, 1990)[11]
- Wybrany do II składu:
  - NBA (1987)[6]
  - defensywnego NBA (1988)[1]
- Lider wszech czasów klubu Nuggets w liczbie przechwytów (1167)[12]
- Zawodnik:
  - miesiąca NBA (kwiecień 1988)[13]
  - tygodnia NBA (1.02.1987, 17.04.1988)[14]
- Klub Denver Nuggets zastrzegł należący do niego numer 12

Reprezentacja
- Mistrz świata U–19 (1979)[15]